# Kövend
Kövend (románul Plăiești, németül Köwend) falu Romániában Kolozs megyében.

## Fekvése
A falu Tordától 13 km-re délnyugatra a Keresztesmező síkság nyugati részén a Kövendi-patak mellett terül el.

## Nevének eredete
Nevét valószínűleg egykori tulajdonosáról kapta.

## Története
1291-ben Kuend néven említik először. A falut 1661-ben a török felégette. 1910-ben 1015 lakosából 979 magyar 27 román volt. A trianoni békeszerződésig Torda-Aranyos vármegye Torockói járásához tartozott. 1992-ben 585-en lakták.

## Látnivalók
- Unitárius temploma 13. századi eredetű, majd a 15. században gótikus stílusban átépítették. 1661-ben a török felégette. Tornyát 1701-ben  magasították. Egykor kettős védőfal övezte, melynek csak alapjai maradtak meg.
- Kövendi unitárius templom[halott link]

## Testvérvárosok
- Balatonakali, Magyarország

## Híres személyek
- Itt született 1849-ben Kövendi Nagy Tamás csillagász.
- Itt született 1853-ban Orbók Mór állami tanítóképző-intézeti igazgató, tankönyvíró.
- Itt született 1905-ben Kováts Dezső erdélyi magyar színész, színműíró.
- Itt született 1920-ban Egri Lajos magyar agrármérnök, mezőgazdasági szakíró.
- Itt hunyt el 1849-ben Kozma Gergely unitárius pap, esperes, lelkész, író.
- Itt szolgált Orbók Ferenc unitárius lelkész.
- Itt szolgált Vásárhelyi Géza magyar költő.